# Acrocercops fuscapica
Acrocercops fuscapica is een vlinder van de familie van de mineermotten (Gracillariidae). De wetenschappelijke naam van deze soort is voor het eerst voorgesteld door Keith Preston Bland in een publicatie uit 1980.
De soort komt voor in Nigeria.